# Constantino de Armenia (rey)
Constantino I (en armenio: Կոստանդին Ա; 1278 - c. 1310), también conocido como Constantino III, fue brevemente monarca del reino armenio de Cilicia desde 1298 hasta 1299. Era hijo de León II de Armenia y Keran de Lampron. Pertenecía a la dinastía hetumiana.
Ayudó a su hermano Sempad a usurpar el trono en 1296, pero se volvió en su contra dos años para restaurar a su hermano mayor, Haitón II. Asumió el trono durante un año mientras Haitón se recuperaba de su encarcelamiento. Poco después de la restauración de su hermano en 1299, Constantino conspiró nuevamente para que Sempad fuera entronizado, y ambos fueron encarcelados por el resto de sus vidas.